# Nagybárkány
Nagybárkány è un comune dell'Ungheria di 699 abitanti (dati 2001). È situato nella contea di Nógrád.